# Torneo WTA de Bucarest 2015
El BRD Bucarest Open 2015 es un torneo profesional de tenis jugado en canchas de arcilla roja. Es la segunda edición del torneo y parte del WTA Tour 2015. Se lleva a cabo en Arenele BNR en Bucarest, Rumania entre el 13 y el 19 de julio de 2015.

## Cabeza de serie

### Individual
| Tenista            | Ranking | Preclasificada |
| Sara Errani        | 19      | 1              |
| Roberta Vinci      | 35      | 2              |
| Monica Niculescu   | 48      | 3              |
| Julia Görges       | 56      | 4              |
| Alexandra Dulgheru | 60      | 5              |
| Tereza Smitková    | 62      | 6              |
| Anna Schmiedlová   | 63      | 7              |
| Annika Beck        | 70      | 8              |

- Ranking del 29 de junio de 2015

### Dobles
| Tenista                          | Ranking | Preclasificada |
| Andreja Klepač Aleksandra Krunić | 136     | 1              |
| Julia Görges Petra Martić        | 139     | 2              |
| Raluca Olaru Anna Tatishvili     | 150     | 3              |
| Oksana Kalashnikova Demi Schuurs | 186     | 4              |

## Campeonas

### Individual
Anna Schmiedlová venció a Sara Errani por 7-6(3), 6-3

### Dobles
Oksana Kalashnikova /  Demi Schuurs vencieron a  Andreea Mitu /  Patricia Maria Țig por 6-2, 6-2